# 浜窪隆雄
浜窪 隆雄（はまくぼ たかお、1952年〈昭和27年〉- ）は、日本の医学者、生化学者。東京大学名誉教授。元東京大学先端科学技術研究センター教授。元日本医科大学教授。専門は生化学、抗体医薬。

## 概要
1952年（昭和27年）12月、高知県室戸市生まれ。東京教育大学附属駒場中学校・高等学校を卒業後、東京大学理科一類に入学。1975年（昭和50年）、東京大学理学部数学科を卒業。1976年（昭和51年）、京都大学医学部に入学。1982年（昭和57年）、京都大学医学部を卒業。1988年（昭和63年）より1995年（平成7年）まで米国・ヴァンダービルト大学で研究員・助手を務める。1996年（平成8年）、東京大学先端科学技術研究センター助手。2002年（平成14年）より2018年（平成30年）まで同教授。2018年より東京大学名誉教授。また、2018年より東京大学先端科学研究センター・ケンブリッジ大学クレア・ホール・クラブの初代会長に就任。2018年（平成30年）より2022年（令和4年）まで日本医科大学教授。

## 略歴
- 1952年（昭和27年）：高知県室戸市生まれ。
- 東京教育大学附属駒場中学校・高等学校を卒業して、東京大学理科一類に入学。
- 1975年（昭和50年）：東京大学理学部数学科卒業
- 1976年（昭和51年）：京都大学医学部入学
- 1982年（昭和57年）：京都大学医学部卒業
- 同年6月：京都大学医学部附属病院医師
- 1987年（昭和62年）：医学博士（京都大学）
- 同年4月：京都大学医学部臨床検査医学教室助手
- 1988年（昭和63年）：ヴァンダービルト大学医学部生化学教室研究員
- 1993年（平成5年）：ヴァンダービルト大学医学部生化学教室助手
- 1995年（平成7年）：京都大学化学研究所助手
- 1996年（平成8年）：東京大学先端科学技術研究センター助手
- 1997年（平成9年）：東京大学先端科学技術研究センター講師
- 1999年（平成11年）：東京大学先端科学技術研究センター助教授
- 2002年（平成14年）：東京大学先端科学技術研究センター教授（～2018年3月）
- 2018年（平成30年）：日本医科大学社会連携講座教授[4]
- 同年7月：東京大学名誉教授[5]
- 2022年（令和4年）：株式会社PhotoQ3[6]代表取締役社長

## 著書
- 「タンパク質の事典」 朝倉書店、2008年（ISBN:978-4-254-17128-0）
- 児玉龍彦と共著「考える血管」講談社ブルーバックス、1997年（ISBN:4-06-257176-5）
- 「新機能抗体開発ハンドブック」 エヌ・ティー・エス、2012年（ISBN:978-4-86469-004-1）
- 「抗体医薬品の開発と市場」 シーエムシー出版、2012年（ISBNコード:978-4-7813-0601-8）